# Dyschirus abbreviatus
Dyschirus abbreviatus är en skalbaggsart som beskrevs av Jules Putzeys. Dyschirus abbreviatus ingår i släktet Dyschirus och familjen jordlöpare. Inga underarter finns listade i Catalogue of Life.